# Christian Steinhammer
Christian Steinhammer (* 21. Oktober 1988) ist ein österreichischer Leichtathlet, der sich auf den Langstreckenlauf spezialisiert hat und auch im Hindernislauf an den Start geht.

## Sportliche Laufbahn
Erste Erfahrungen bei internationalen Meisterschaften sammelte Christian Steinhammer im Jahr 2009, als er bei den U23-Europameisterschaften in Kaunas in 8:56,21 min den sechsten Platz über 3000 m Hindernis belegte. 2014 startete er im Hindernislauf bei den Europameisterschaften in Zürich und verpasste dort mit 8:58,58 min den Finaleinzug. 2015 vertrat er Österreich bei der 3. Liga der Team-Europameisterschaft, die im Zuge der Europaspiele in Baku stattfand. Dort wurde er in 8:53,98 min Zweiter im Hindernislauf hinter dem Moldauer Nicolai Gorbusco. Bei den Halbmarathon-Weltmeisterschaften 2018 in Valencia gelangte er nach 1:05:09 h auf Rang 89 und bei den Europameisterschaften in Berlin lief er die volle Marathondistanz in 2:20:40 h und sicherte sich damit gemeinsam mit Lemawork Ketema und Peter Herzog die Bronzemedaille im Marathon Cup. 2019 lief er beim SportScheck Run Berlin nach 1:05:28 h auf Rang drei und auch beim Wachau-Halbmarathon wurde er nach 1:04:28 h Dritter. Bei den Halbmarathon-Weltmeisterschaften 2020 in Gdynia lief er nach 1:04:11 h auf Rang 88 ein und im Jahr darauf startete er im 5000-Meter-Lauf bei den Balkan-Meisterschaften in Smederevo, konnte dort aber sein Rennen nicht beenden.
In den Jahren von 2013 bis 2015 wurde Steinhammer österreichischer Meister im 5000-Meter-Lauf sowie 2015 und 2016 Hallenmeister im 3000-Meter-Lauf.

## Persönliche Bestzeiten
- 3000 Meter: 8:05,97 min, 26. August 2013 in Linz
  - 3000 Meter (Halle): 8:14,19 min, 31. Januar 2013 in Linz
- 5000 Meter: 14:01,66 min, 13. Juli 2013 in Heusden-Zolder
- Halbmarathon: 1:03:37 h, 16. Februar 2020 in Barcelona
- Marathon: 2:17:19 h, 27. Oktober 2019 in Frankfurt am Main
- 3000 m Hindernis: 8:43,40 min, 15. Juli 2014 in Luzern